# Rudolf Broby-Johansen
Rudolf Kristian Albert Broby-Johansen (Aalborg, 25 november 1900 – Kopenhagen, 9 augustus 1987) was een Deens kunsthistoricus, auteur en communist. 
Zonder formele opleiding in de kunstgeschiedenis schreef Broby-Johansen tientallen boeken en gaf hij lezingen over kunst en cultuur, ook van de lagere sociale klassen. Hij debuteerde als auteur met de choquerende dichtbundel Blod (Bloed, 1922), die door de politie werd geconfisqueerd. Zijn bekendste werk is Hverdagskunst – Verdenskunst (Dagelijkse kunst – Wereldkunst, 1942). Eveneens bekend en vertaald naar bijvoorbeeld het Engels is Body and Clothes (1953), een boek over modegeschiedenis.